# Фредрик Байер
Фредрик Байер (на датски: Fredrik Bajer) е датски пацифист, политик и парламентарист, основател на Шведската мирна и арбитражна асоциация.
За своята ангажираност с международното мироопазване и преди всичко за своята работа като учредител и почетен председател на Постоянното международно бюро за мир е удостоен заедно с Клас Арнолдсон с Нобелова награда за мир за 1908 г.

## Произход и образование (1837 – 1856)
Роден е на 21 април 1837 година във Вестер Егеде, Дания, в семейството на свещеник. На 11-годишна възраст постъпва в интернат, където се увлича от военна история и особено от личността на Наполеон Бонапарт. През 1854 г. постъпва в Националния кадетски корпус в Копенхаген и две години по-късно получава чин кавалерийски лейтенант.

## Военна служба (1856 – 1864)
От 1856 до 1864 г. Байер служи в датската армия и повишава квалификацията си в друго военно училище. Започват да го интересуват социалните проблеми и пише редица статии за образованието. Едновременно с това учи френски и норвежки. По време на войната от 1864 г., в която прераства спорът за херцогствата Шлезвиг и Холщайн, превъзхождащите пруски сили сломяват съпротивата на датската армия. Байер е повишен по чин, но запознанство му с ужасите на войната го заставят да се откаже военна кариера и пробужда интереса му към пацифизма.

## Пацифистка и политическа дейност (1864 – 1918)
В търсене на средства за съществуване той започва да преподава и да пише статии за вестниците. Развиват се пацифистките му възгледи. През 1867 г. под влияние на произведенията на Фредерик Паси Байер се опитва да създаде в Дания дружество за мир, но проектът е посрещнат с възмущение от тези датчани, които не могат да се примирят с поражението, нанесено от Прусия. Тогава Байер се увлича от идеята, че смяната на монархиите с републики ще съдейства за делото на мира в Скандинавия. През 1870 г. той основава Асоциация на свободните скандинавски държави, поставяща си за цел да обедини северните народи във федерация, която би могла да послужи за модел на другите нации. На следващата година Байер и съпругата му Матилда Шлютер, убедени, че политическата еманципация на жените съдейства за оздравяването на обществото, организират Датската асоциация на жените, превърнала се във важен инструмент за постигане на политическо равенство на половете.
Дейността на Байер го довежда скоро до политиката и през 1872 г. той побеждава на изборите за долната камара на датския парламент, представлявайки либералната партия. Парламентарното кресло Байер заема до 1895 г., съдействайки не малко за прогреса в областта на правата на жените, за снижаване на военните разходи и за мира.
През 1875 г. Байер пише статия, засягаща опасностите, които биха заплашили скандинавците при бъдещи европейски войни. Той посочва, че близостта на скандинавските страни до проливите, съединяващи Северно с Балтийско море, непременно ще привлече към тях вниманието на враждуващите страни. Опасността може да се избегне чрез международен договор, гарантиращ неутралитет на Скандинавия. За да постигне тази цел, Байер основава през 1882 г. Асоциация за неутралитет на Дания (по-късно Датско дружество за мир), която става за него не просто трибуна, от която разкрива възгледите си, но и облекчава много стремежа му към всеобщ мир.
Байер е единственият датчанин на учредителната сесия на Междупарламентарния съюз през 1889 г. Основан от Уилям Кримър и Фредерик Паси, съюзът трябва да подпомага мирното дело чрез срещи и дискусии на европейските парламентаристи. Колегите от датския парламент отначало се присмиват на Байер, но през 1891 г. след продължителни преговори той успява да формира междупарламентарна група. На изборите през 1893 г. Байер е избран в Съвета на Междупарламентарния съюз, където представлява Норвегия, Дания и Швеция.
През 1890 г. на Международния конгрес за мир в Лондон Байер предлага да се създаде международно бюро за обмен на информация и търсене на мирни решения на конфликтите между държавите. Като се събират следващата година на третия си конгрес в Рим, делегатите одобряват предложението на Байер и създават Международно бюро за мир в Берн под ръководството на Ели Дюкомен. Байер става първият му председател и заема този пост до 1907 г.
Едновременно с това пацифистката дейност придобива все по-нови привърженици в Дания. През 1893 г. Датското дружество за мир събира повече от двеста и четиридесет хиляди подписа под антивоенно възвание. Пропагандата на арбитража се увенчава с известен успех през 1904 – 1905 г., защото Дания подписва съответните договори с Португалия, Италия и Нидерландия.
Мечтата на Байер за създаване на Скандинавски междупарламентарен съюз за укрепване на регионалното сътрудничество се сбъдва през 1908 г. В много публикации той настоява Дания непременно да води неутрална политика. Този призив безспорно изиграва своята роля за това в началото на Първата световна война страната да обяви неутралитет. Въпреки че войната плъзва по цяла Европа, Байер запазва оптимизма си.

## Последни години (1918 – 1922)
Страдайки от мъчителна болест, Байер продължава да контактува с пацифисти от различни страни по време на войната и след нея.
Умира на 22 януари 1922 година в Копенхаген на 84-годишна възраст.